# Marvin Bagley
Marvin Bagley III (Tempe, 14 marzo 1999) è un cestista statunitense.

## Biografia
È nipote di Joe Caldwell, ex cestista professionista nella NBA e nella ABA, e fratello di Marcus Bagley, professionista in NBA e in G League.

## Carriera

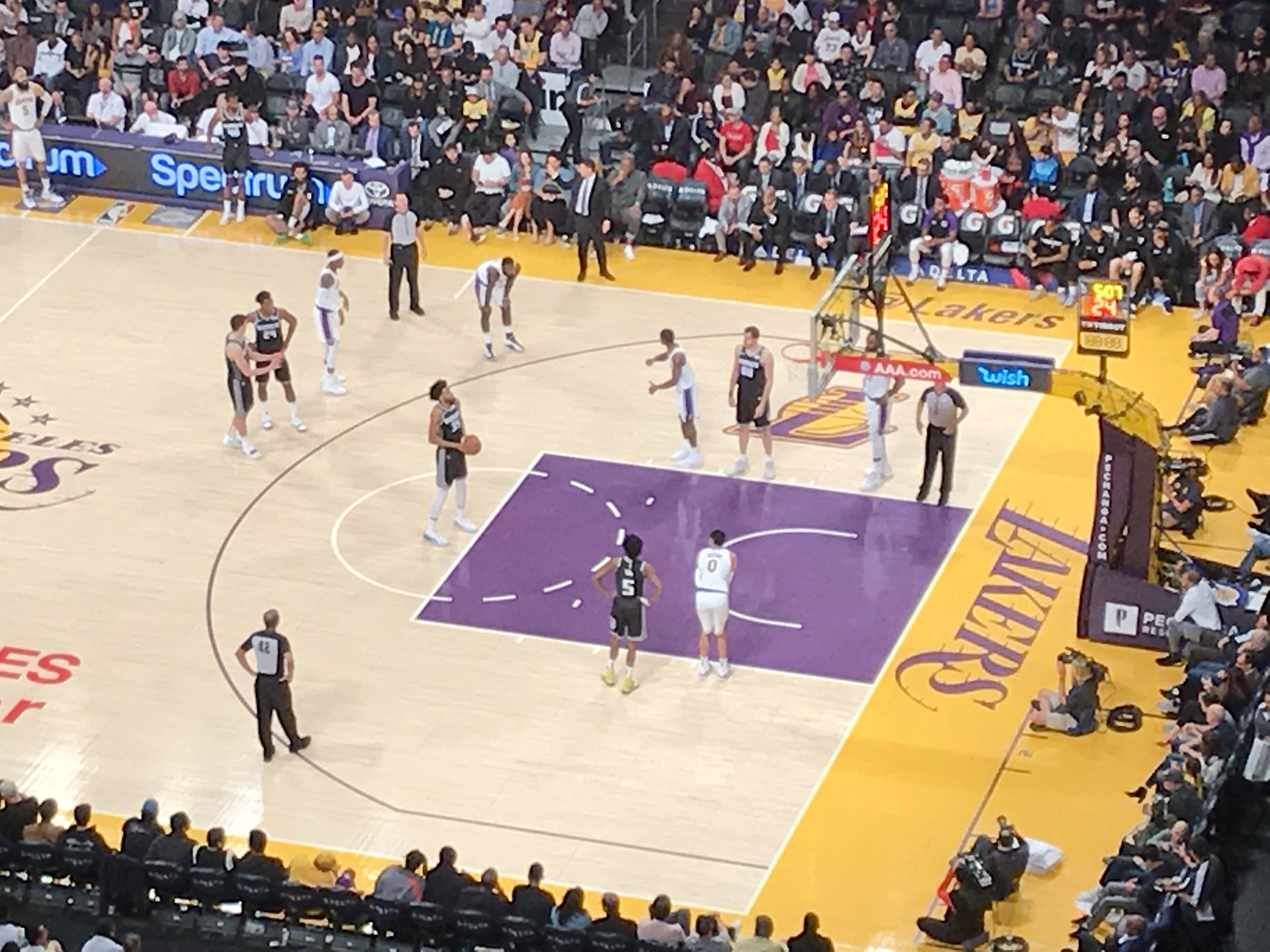
Bagley III si appresta a tirare un tiro libero con la maglia dei Sacramento Kings contro i Los Angeles Lakers

Dopo essersi dichiarato eleggibile al Draft NBA 2018, viene selezionato dai Sacramento Kings come seconda scelta assoluta, alle spalle dell'ex compagno all'high school Deandre Ayton.

## Statistiche

### NCAA
| Anno      | Squadra          | PG | PT | MP   | TC%  | 3P%  | TL%  | RP   | AP  | PRP | SP  | PP   |
| --------- | ---------------- | -- | -- | ---- | ---- | ---- | ---- | ---- | --- | --- | --- | ---- |
| 2017-2018 | Duke Blue Devils | 33 | 32 | 33,9 | 61,4 | 39,7 | 62,7 | 11,1 | 1,5 | 0,8 | 0,9 | 21,0 |
| Carriera  | Carriera         | 33 | 32 | 33,9 | 61,4 | 39,7 | 62,7 | 11,1 | 1,5 | 0,8 | 0,9 | 21,0 |

#### Massimi in carriera
- Massimo di punti: 34 vs Texas-Austin (24 novembre 2017)[3]
- Massimo di rimbalzi: 21 vs Florida State (30 dicembre 2017)
- Massimo di assist: 4 (2 volte)
- Massimo di palle rubate: 4 vs Wake Forest (13 gennaio 2017)
- Massimo di stoppate: 4 vs North Carolina State (6 gennaio 2018)
- Massimo di minuti giocati: 44 vs Kansas (25 marzo 2018)

### NBA

#### Regular Season
| Anno      | Squadra           | PG  | PT  | MP   | TC%  | 3P%  | TL%  | RP  | AP  | PRP | SP  | PP   |
| --------- | ----------------- | --- | --- | ---- | ---- | ---- | ---- | --- | --- | --- | --- | ---- |
| 2018-2019 | Sacramento Kings  | 62  | 4   | 25,3 | 50,4 | 31,3 | 69,1 | 7,6 | 1,0 | 0,5 | 1,0 | 14,9 |
| 2019-2020 | Sacramento Kings  | 13  | 6   | 25,7 | 46,7 | 18,2 | 80,6 | 7,5 | 0,8 | 0,5 | 0,9 | 14,2 |
| 2020-2021 | Sacramento Kings  | 43  | 42  | 25,9 | 50,4 | 34,3 | 57,5 | 7,4 | 1,0 | 0,5 | 0,5 | 14,1 |
| 2021-2022 | Sacramento Kings  | 30  | 17  | 21,9 | 46,3 | 24,2 | 74,5 | 7,2 | 0,6 | 0,3 | 0,4 | 9,3  |
| 2021-2022 | Detroit Pistons   | 18  | 8   | 27,2 | 55,5 | 22,9 | 59,3 | 6,8 | 1,1 | 0,7 | 0,4 | 14,6 |
| 2022-2023 | Detroit Pistons   | 42  | 25  | 23,6 | 52,9 | 28,8 | 75,0 | 6,4 | 0,9 | 0,5 | 0,7 | 12,0 |
| 2023-2024 | Detroit Pistons   | 26  | 10  | 18,4 | 59,1 | 16,7 | 82,0 | 4,5 | 1,0 | 0,2 | 0,5 | 10,2 |
| 2023-2024 | Wash. Wizards     | 24  | 15  | 24,0 | 58,1 | 47,1 | 70,8 | 8,1 | 1,2 | 0,6 | 0,8 | 13,3 |
| 2024-2025 | Wash. Wizards     | 19  | 1   | 8,7  | 53,5 | 20,0 | 65,2 | 2,9 | 0,4 | 0,4 | 0,3 | 4,9  |
| 2024-2025 | Memphis Grizzlies | 12  | 1   | 8,3  | 48,6 | 11,1 | 66,7 | 2,3 | 0,3 | 0,2 | 0,3 | 3,6  |
| Carriera  | Carriera          | 289 | 129 | 22,4 | 51,8 | 29,0 | 69,0 | 6,5 | 0,9 | 0,4 | 0,6 | 12,0 |

#### Playoffs
| Anno     | Squadra           | PG | PT | MP   | TC%  | 3P% | TL% | RP  | AP  | PRP | SP  | PP  |
| -------- | ----------------- | -- | -- | ---- | ---- | --- | --- | --- | --- | --- | --- | --- |
| 2025     | Memphis Grizzlies | 2  | 0  | 14,0 | 88,9 | 100 | -   | 3,0 | 0,0 | 1,0 | 0,5 | 8,5 |
| Carriera | Carriera          | 2  | 0  | 14,0 | 88,9 | 100 | -   | 3,0 | 0,0 | 1,0 | 0,5 | 8,5 |

#### Massimi in carriera
- Massimo di punti: 32 vs Phoenix Suns (10 febbraio 2019)[4]
- Massimo di rimbalzi: 18 vs Toronto Raptors (25 febbraio 2023)
- Massimo di assist: 4 (5 volte)
- Massimo di palle rubate: 3 (3 volte)
- Massimo di stoppate: 5 vs Denver Nuggets (23 ottobre 2018)
- Massimo di minuti giocati: 41 vs Atlanta Hawks (21 marzo 2023)

## Palmarès
- Pete Newell Big Man Award (2018)
- NBA All-Rookie First Team (2019)